# Neal Cassady
 Neal Cassady  (ur. 8 lutego 1926 w Salt Lake City, zm. 4 lutego 1968 w San Miguel de Allende, Meksyk) – amerykański poeta, jeden z głównych przedstawicieli Beat Generation, awangardowego ruchu artystycznego lat 50. XX w.
Jego postać uwiecznił hippisowski zespół lat 60. XX w. Grateful Dead w piosence The Other One, gdzie nazwany został psychodelicznym kowbojem Nealem oraz Jack Kerouac w powieści W drodze, w której pisarz nosi fikcyjne nazwisko: Dean Moriarty. W innych powieściach Kerouaca figuruje jako Cody Pomeray oraz Leroy.

## Życie
W 1946 dwudziestoletni Neal Cassady poznał i zawarł przyjaźń z Jackiem Kerouakiem i Allenem Ginsbergiem, którzy ujęli go intelektualnym, nonkonformistycznym stylem życia. Spotkanie to zapoczątkowało okres burzliwych przygód w biografii trzech pisarzy (awanturnicze życie w drodze, konflikty z prawem, eksperymentowanie z narkotykami i substancjami psychotropowymi) opisanych później w powieści Kerouaca W drodze. Cassady był biseksualistą; przez długi czas prowadził związek partnerski z Ginsbergiem.
4 lutego 1968 roku Cassady został znaleziony w śpiączce po nadużyciu leków i alkoholu – w takim stanie zabrano go do szpitala, gdzie po kilku godzinach zmarł.

## Wpływ i inspiracje
Związek Cassady'ego z żoną Carolyn był tematem filmu Heart Beat (1980), opartego na autobiografii Carolyn Cassady, Heart Beat: Moje Życie z Jackiem i Nealem (1976). Cassady jest też główną postacią w Go Johna Clellona Holmesa i w Próbie kwasu w elektrycznej oranżadzie Toma Wolfe'a.

## Literatura
- W drodze. Poeci pokolenia beatników. Neal Cassady, William S. Burroughs, Allen Ginsberg, Jack Kerouac Kirsch Hans-Christian, Wydawnictwo Iskry 2006